# Леви, Бенжамен
Бенжамен Леви (фр. Benjamin Levy; род. 1974) — французский дирижёр.
Окончил Лионскую консерваторию как перкуссионист, затем Парижскую консерваторию как дирижёр, занимался также под руководством Дэвида Зинмана в Американской академии дирижирования в Аспене. В 2008 году получил премию молодого таланта от Общества управления правами артистов и исполнителей (2008).
Основал Камерный оркестр «Пеллеас» (фр. Orchestre de Chambre Pelléas), с которым выступал во Франции, Нидерландах, Австрии и Сербии. Работал ассистентом Марка Минковски на различных постановках, в том числе в Парижской опере. В 2009—2011 гг. работал с Филармоническим оркестром Нидерландского радио. С 2016 года возглавляет Национальный оркестр Канн.
В 2008 году привлёк к себе внимание, осуществив первую постановку оперы Жоржа Бизе «Искатели жемчуга» (1863) на острове Шри Ланка, где происходит её действие.